# Handboll vid olympiska sommarspelen 1976
I Handbollsturneringen vid olympiska sommarspelen 1976 spelades både som herr- och damturneringar, varvid damklassen gjorde debut på det olympiska programmet. I herrklassen vann Sovjet och även i damklassen vann Sovjet.
Den 26 juli sprang en kroatisk nationalist in på spelplanen under herrarnas match mellan Jugoslavien och Västtyskland och brände upp den jugoslaviska flaggan.

## Medaljfördelning
| Gren                            | Guld | Silver | Brons |
| Damernas turnering Detaljer...  | Sovjetunionen Lyubov Odynokova Lyudmyla Bobrus Aldona Česaitytė Tetyana Hlusjtjenko Larysa Karlova Marija Litosjenko Nina Lobova Tetyana Kotjerhina Lyudmyla Pantjuk Rafiga Sjabanova Nataljya Tymosjkina Lyudmila Sjubina Zinaida Turtjyna Haljna Zacharova | Östtyskland Gabriele Badorek Hannelore Burosch Roswitha Krause Waltraud Kretzschmar Evelyn Matz Liane Michaelis Eva Paskuy Kristina Richter Christina Rost Silvia Siefert Marion Tietz Petra Uhlig Christina Voß Hannelore Zober | Ungern Éva Angyal Mária Berzsenyi Ágota Bujdosó Klára Csíkné Zsuzsanna Kéziné Katalin Lakiné Rozália Lelkesné Márta Megyeriné Ilona Nagy Marianna Nagy Erzsébet Németh Amália Sterbinszky Borbála Tóth Harsányi Mária Vadászné              |
| Herrarnas turnering Detaljer... | Sovjetunionen Michail Isjtjenko Anatolij Fedyjukin Vladimir Maksimov Sergej Kusjniryjuk Vasilij Ilyjin Vladimir Kravtsov Jurij Klimov Jurij Lagutin Aleksandr Anpilogov Evgenij Tjernysjov Valerij Gassyj Nikolaj Tomin Jurij Kidyjajev Aleksandr Rezanov    | Rumänien Cornel Penu Gabriel Kicsid Cristian Gaţu Ghiță Licu Cezar Drăgăniṭă Radu Voinea Roland Gunes Alexandru Fölker Ştefan Birtalan Adrian Cosma Constantin Tudosie Nicolae Munteanu Werner Stöckl Mircea Grabovsci           | Polen Andrzej Szymczak Piotr Cieśla Zdzislaw Antczak Zygfryd Kuchta Jerzy Klempel Janusz Brzozowski Ryszard Przybysz Jerzy Melcer Andrzej Sokołowski Jan Gmyrek Henryk Rozmiarek Alfred Kałuziński Włodzimierz Zieliński Mieczysław Wojczak |

## Grupper

### Herrar
Herrarnas turnering innehöll elva lag i två grupper.
| Grupp A: - Sovjetunionen - Västtyskland - Jugoslavien - Danmark - Japan - Turkiet | Grupp B: - Rumänien - Polen - Ungern - Tjeckoslovakien - USA |

### Damer
Damernas turnering innehöll sex lag i en grupp.